# Phyllocnistis meliacella
Phyllocnistis meliacella är en fjärilsart som beskrevs av Becker 1974. Phyllocnistis meliacella ingår i släktet Phyllocnistis och familjen styltmalar.
Artens utbredningsområde är Costa Rica. Inga underarter finns listade i Catalogue of Life.